# تشارلي إينجراهام
تشارلي إينجراهام (بالإنجليزية: Charlie Ingraham)‏ هو لاعب كرة قاعدة أمريكي، ولد في 8 أبريل 1860، وتوفي في 18 فبراير 1906 في شيكاغو في الولايات المتحدة.

## وصلات خارجية
- تشارلي إينجراهام على موقعبيزبول رفرنس.كوم (الدوري الرئيسي) (الإنجليزية)
- تشارلي إينجراهام على موقعبيزبول رفرنس.كوم (الدوري الثانوي) (الإنجليزية)